# Problemska nastava
Problemska nastava nastala je iz potrebe da se poveća efikasnost obrazovnog rada. Danas je općeprihvaćeno da je rješavanje problema jedan od najviših oblika učenja. U problemskoj situaciji pokreće se učenikovo stvaralačko mišljenje, razvija inicijativa, intelektualni nemir i emocionalna napetost. Funkcija učenika u problemskoj nastavi prvenstveno je stavljena u subjektnu, istraživačku i aktivnu poziciju. Učenik je istraživač i kreator, dok je učitelj organizator, motivator i programer.

## Obilježja
Bit problemske nastave svodi se na usvajanje činjenica poput naučnog istraživača, gdje učenici samostalno istražuju i otkrivaju, a u tom procesu zastupljeni su svi oblici misaone aktivnosti. U početnoj situaciji su dani osnovni podaci, ali se na osnovu njih moraju pronaći novi, dotle nepoznati podaci za konkretnog učenika. Zahtjevi koji se postavljaju u zadatku trebaju biti nešto viši nego što su to učeničke optimalne mogućnosti, kako bi se kod učenika potaknula želja rješavanja zadatka.
Problemska nastava se planira i točno se predviđaju nastavne teme i jedinice koje će biti obrađene problemskom nastavom. Težina problema mora odgovarati uzrastu učenika, kao i njihovim sposobnostima. Problemska nastava može se primjenjivati u svim nastavnim predmetima, premda je efikasnija u prirodnoj skupini nastavnih predmeta. Rješavanje problema izrazito je efikasno kada se primjenjuje grupni oblik rada, naročito kod učenika osnovne škole. Kako bi uspjeh u učenju bio veći, učenicima se moraju pružiti jasne upute za rješavanje problema.

## Tipologija
Različiti autori daju različite tipologije problema, ali najčešća je podjela na:
- misaone probleme
- praktičke probleme.

Rješavanjem problema učenici stječu nova znanja ili primjenjuju stečena. Do rješenja dolaze prikupljanjem činjenica ili prisjećanjem kojim objašnjavaju problemsku situaciju.

## Faze problemske nastave
- Postavljanje-definiranje problema, stvaranje (zapažanje) problemske situacije
- Nalaženje principa rješenja, navođenje hipoteze (pretpostavke)
- Dekomponiranje problema
- Formuliranje pothipoteza
- Proces rješavanja problema (prikupljanje podataka, sređivanje podataka, kvantitativna analiza, kvalitativna analiza)
- Izvođenje zaključaka i odgovora na pothipoteze
- Bitni zaključci i odgovor na glavnu hipotezu
- Generalni zaključak
- Primjena zaključaka na novim problemskim situacijama
- Vrjednovanje aktivnosti

## Metode problemske nastave
U problemskoj nastavi najčešće se susrećemo sa sljedećim metodskim postupcima:
- Problemsko čitanje
- Problemsko izlaganje
- Heuristički razgovor
- Istraživačka metoda
- Metoda problemsko-stvaralačkih zadataka